# Catocyclotis
Catocyclotis is een geslacht van vlinders uit de familie van de prachtvlinders (Riodinidae), onderfamilie Riodininae.
Catocyclotis werd in 1911 voor het eerst wetenschappelijk beschreven door Stichel.

## Soorten
Catocyclotis omvat de volgende soorten:
- Catocyclotis adelina (Butler, 1872)
- Catocyclotis aemulius (Fabricius, 1793)
- Catocyclotis elpinice (Godman, 1903)